# Lego Power Miners
Lego Power Miners è stata una linea di prodotti LEGO, basata sulle vicende di un team chiamato "Power Miners", che investigando una serie di terremoti anomali scopre l'esistenza dei "Power Crystal" e dei "Rock Monsters". La linea di prodotti, lanciata nel 2009, terminò nel 2010 con un totale di 16 set.